# طريقة بيزو
طريقة بيزو هي طريقة عامة لحل المعادلات الجبرية، وضعها إيتيان بيزو عام 1762.
تقوم هذه الطريقة على تحويل المعادلة المراد حلها إلى معادلة من درجة أقل. هذه الطريقة تفشل في حل المعادلات من الدرجة الخامسة فما فوق، مع ذلك فانها ذات فائدة بالنسبة لمعادلات الدرجة الثالثة.

## مبدأ الطريقة
نعتبر معادلة من الدرجة n:
{\displaystyle \qquad a_{n}x^{n}+a_{n-1}x^{n-1}+\cdots +a_{1}x+a_{0}=0}
ليكن r جذرا أوليا من الرتبة n للوحدة.
نعلم أن ال n جذرا من الرتبة n للوحدة 1,r, r2,…, rn-1 تحقق العلاقة:
{\displaystyle \qquad 1+r+r^{2}+\cdots +r^{n-1}=0}
طريقة بيزو تبحث عن جذور المعادلة في شكل تأليفات خطية للجذور من الرتبة n للوحدة.
{\displaystyle \qquad x=b_{0}+b_{1}r+b_{2}r^{2}+\cdots +b_{n-1}r^{n-1}}
لهذا السبب نشرع في حذف r بين العلاقتين:
{\displaystyle \qquad 1+r+r^{2}+\cdots +r^{n-1}=0}
{\displaystyle \qquad x=b_{0}+b_{1}r+b_{2}r^{2}+\cdots +b_{n-1}r^{n-1}}
مما يعطي معادلة من الدرجة n في x معاملاتها تعبيرات بدلالة {\displaystyle \qquad b_{0},b_{1},b_{2},\cdots ,b_{n-1}}. عند مساواة هذه المعاملات وتلك الخاصة بالمعادلة الاصلية نحصل على نظام من معادلات في المجاهيل {\displaystyle \qquad b_{0},b_{1},b_{2},\cdots ,b_{n-1}} الذي بعد حله ونقل مختلف الحلول إلى:
{\displaystyle \qquad x=b_{0}+b_{1}r+b_{2}r^{2}+\cdots +b_{n-1}r^{n-1}}
يعطينا الحلول المبحوثة.

## تطبيق الطريقة لحل المعادلات التكعيبية
سنطبق الطريقة على المثال التالي:
{\displaystyle 6x^{3}-6x^{2}+12x+7=0~}
نضع:
{\displaystyle \mathrm {j} =\mathrm {e} ^{\frac {2\mathrm {i} \pi }{3}}~}
j جذر مكعب للوحدة ويحقق إذن:
{\displaystyle \mathrm {j} ^{3}=1~}
نبحث عن الجذور على شكل
{\displaystyle x=a+b\mathrm {j} +c\mathrm {j} ^{2}\qquad (*)~}
نحذف j بين المعادلتين الاخيرتين، نضعهما
{\displaystyle \left\{{\begin{matrix}\mathrm {j} ^{3}=1\\x-a-b\mathrm {j} =c\mathrm {j} ^{2}\end{matrix}}\right.}

## طرق أخرى لحل المعادلات
طريقة تشرنهاوس
طريقة كاردان
طريقة فيراري
طريقة ديكارت
طريقة هيرميت

## وصلات خارجية
Texte de Bézout (1764) sur la résolution des équations algébriques, en ligne et commenté sur Bibnum.